# 212. pehotni polk (Italija)
212. pehotni polk Pescara je bil pehotni polk Kraljeve italijanske kopenske vojske.

## Zgodovina
Med prvo svetovno vojno je bil polk nastanjen na soški fronti.